# Kiss of the Dragon
Kiss of the Dragon, conocida en español como El beso del dragón y en algunos países de Hispanoamérica como La marca del dragón, es una película francesa de acción del año 2001 dirigida por Chris Nahon con Jet Li en el papel principal, siendo escrita y producida por el cineasta francés Luc Besson. La película está basada en una historia de Jet Li y es uno de los últimos trabajos de Bridget Fonda en pantalla antes de retirarse de la actuación.

## Argumento
Liu Jian es un agente de inteligencia chino enviado a París para ayudar a la policía local a detener al jefe de la mafia china, Míster Big, quien está involucrado en el contrabando de heroína. Allí se encuentra con el inspector Jean-Pierre Richard, un corrupto y violento detective de la policía francesa a cargo de la unidad especial. Richard explica a Liu que simplemente están espiando una reunión entre Míster Big y su contacto francés, por ello le exige que entregue su arma cosa a lo que Liu accede ya que está fuera de su jurisdicción, sin embargo le permiten conservar una llamativa pulsera que lleva.
En paralelo, una prostituta norteamericana llamada Jessica Kamen pierde la oportunidad de recuperar la custodia de su pequeña hija a manos de Servicios sociales a pesar de que demostró haber abandonado este trabajo y haberse rehabilitado de su adicción a las drogas. Tras esto es interceptada por sus proxenetas quienes se la llevan a la fuerza ya que la necesitan para un trabajo.
Esa noche Liu y los policías monitorean a Míster Big en su habitación del hotel esperando que llegue su contacto cuando llegan dos prostitutas, una de ellas es Jessica, con quienes comienza a divertirse hasta que Jessica decide esconderse en el baño al sentirse incapaz de llevar a cabo su labor, mientras tanto su compañera ataca a Mister Big y lo apuñala repetidamente, por lo que Liu decide intervenir reduciéndola usando agujas de acupuntura escondidas en su pulsera que utiliza para ataques de artes marciales, Richard entra poco después para asesinar a Míster Big y la prostituta con el arma de Liu, inculpándolo por los asesinatos ya que Richard realmente era el contacto de Míster Big y ha decidido asesinar al narcotraficante y a Liu para alejar las sospechas de sus actividades ilegales. Paralelamente Jessica atestigua todo desde el baño y escapa antes que puedan asesinarla.
Al darse cuenta de que había sido engañado, Liu logra huir del hotel con una cinta de vigilancia que muestra a Richard disparándole a Míster Big. Los enlaces chinos son enviados a Francia después de los hechos para investigar el asunto, ya que Richard señala a Liu como el culpable. Sin embargo, los enlaces no creen la historia que Richard proporciona y Liu logra ponerse en contacto con la embajada.
Jessica es nuevamente atrapada por uno de sus proxenetas, quien resulta ser uno de los hombres de Richard, quien la droga por la fuerza y la obliga a volver a trabajar en las calles del Barrio chino. Al mismo tiempo, tras escapar, Liu se ve obligado a mantener un perfil bajo por lo que siguiendo sus instrucciones de respaldo se dirige al Barrio Chino donde se pone en contacto con Tai, un anciano chino exiliado y dueño de una tienda de alimentos quien ha sido instruido para acoger a los agentes en problemas hasta poder ser extraídos del país, aquí Liu asume la identidad de su sobrino mientras se esconde en la tienda.
Liu se reúne con un agente chino a quien le entrega la cinta que revela la verdad. Desgraciadamente eran vigilados por los policías corruptos de Richard, el enlace es asesinado y la cinta recuperada por los policías. Liu, herido, se ve obligado a huir de una horda de policías e incluso comandos GIGN. 
De regreso en la tienda del Tío Tai, mientras considera su situación, conoce a Jessica a quien ayuda y defiende a pesar de su política de mantener un bajo perfil y no inmiscuirse en asuntos innecesarios, de esta forma acaba en un tiroteo con los proxenetas y policías corruptos de Richard, quienes asesinan al Tío Tai y posteriormente son masacrados por Liu. Mientras huyen, Liu descubre que Jessica fue la segunda prostituta en el hotel durante la noche del asesinato de Míster Big. Ella le explica que años atrás fue engañada por Richard, quien secretamente maneja el mundo criminal de la ciudad, para abandonar Norteamérica y viajar a Francia donde la obligó a prostituirse y como medio de controlarla la volvió adicta y le quitó a Isabel, su hija; Liu comprende que Jessica puede demostrar su inocencia por lo que le ofrece llevarla con él a China a cambio de su testimonio, pero ella rechaza irse antes de recuperar a Isabel.
Liu decide que la cinta proporcionará mejor evidencia y envía a Jessica a la oficina de Richard para robarla. Allí la mujer se las arregla para obtener la cinta, tras lo cual se dirigen al orfanato donde permanece Isabel. Sin embargo, Richard anticipa este movimiento tras descubrir que Jessica ha robado la cinta y embosca a la pareja en el orfanato impidiendo que recuperen a la niña. Durante su huida, Jessica recibe un disparo en el pecho pero Liu logra llevarla al hospital a tiempo para que los doctores le salven la vida, tras lo cual se decide a recuperar a Isabel a como dé lugar.
Mientras Richard está en su oficina con Isabel como rehén, recibe una llamada de Liu quien le advierte que ya ha entregado la cinta a las autoridades pero aun así piensa atraparlo primero, tras esto entra a la comisaría y avanza piso a piso acabando con todos los policías de la estación y cada asesino que se interpone en su camino hasta llegar a Richard quien usa a Isabel como escudo. Liu rescata a Isabel, recibiendo un disparo en el hombro pero a su vez logrando atacar a Richard con una de sus agujas en la nuca, lo que lo paraliza. Liu le explica que ha utilizado una técnica prohibida conocida como "El beso del dragón", que obliga a toda la sangre del cuerpo a viajar al cerebro sin permitirle bajar para causar una muerte dolorosa a través de un aneurisma cerebral, tras lo cual abandona a Richard a una terrible muerte. 
Finalmente, con su nombre limpio y sin peligro hacia sus vidas, Liu devuelve a Isabel con su madre.

## Reparto
| Actor / Actriz      | Personaje            |
| ------------------- | -------------------- |
| Jet Li              | Liu Jian             |
| Bridget Fonda       | Jessica Kamen        |
| Tchéky Karyo        | Jean-Pierre Richard  |
| Max Ryan            | Lupo                 |
| Ric Young           | Mister Big           |
| Burt Kwouk          | Tío Tai              |
| Laurence Ashley     | Aja                  |
| Cyril Raffaelli     | Víctor (Gemelo bajo) |
| Didier Azoulay      | Igor (Gemelo alto)   |
| John Forgeham       | Max                  |
| Paul Barrett        | Piloto               |
| Colin Prince        | Asistente de Lupo    |
| Vincent Glo         | Pluto                |
| Vincent Wong        | Ministro Tang        |
| Kentaro Sato        | Chen                 |
| Isabelle Duhauvelle | Isabell Kamen        |

## Producción
El director filmó la mayoría de las secuencias de acción sin CG ni acrobacias con cable; solo dos escenas requirieron mejora digital y una tercera involucró trabajo de cableado. El uso de cables se agregó a una de las últimas secuencias de lucha entre Jet Li y Cyril Raffaelli, para dar claridad a las patadas de Raffaelli, ya que la velocidad de sus movimientos las hacía difusas para la cámara. Nahon tuvo que ralentizar esta escena de lucha, ya que tanto Li como Raffaelli se movían demasiado rápido para ser capturados claramente a velocidad normal.
La versión francesa de la película es notablemente diferente a otras; contiene un acercamiento del personaje de Tcheky Karyo disparando a uno de sus secuaces en la cabeza, lo que resulta en una fuente de sangre salpicando en todas direcciones. Esta parte suprimida en la mayoría de las versiones internacionales de la película.

## Recepción
La película se encontró con una reacción mixta de los críticos, que pensaban que la película había sacrificado la trama y el retrato genuino de las artes marciales en favor de la violencia. En general, los fanáticos la calificaron como mejor que otras películas estadounidenses de Jet Li como Romeo Must Die, El único o Cradle 2 the Grave.
Debido a su violencia, El beso del dragón fue prohibido en China ya que se interpretó como algo reprobable que el protagonista fuera un policía chino que asesinara extranjeros. Jet Li posteriormente criticó esta censura señalando que la industria cinematográfica sufría por culpa de estas restricciones:

Las películas no siempre tienen que ser realistas (...) Normalmente, las películas de acción tienen personajes buenos y malos (...) Si los pandilleros no son apropiados y los oficiales de policía no lo son, ¿qué tipo de personaje puede haber que no comience una discusión? (...) Esto sólo deja las historias de la antigua China para ser producidas.
Jet Li

## Taquilla
El 6 de julio de 2001, fue estrenada en 2.025 teatros de Norteamérica, con una ganancia bruta de U$13.304.027 (U$6.569 por pantalla). Y que se elevó a un total de U$36.845.124 durante todo su tiempo de proyección en Norteamérica. Su total bruto mundial de taquilla fue de U$64.437.847.

## Premios y nominaciones
| Año  | Premio             | Categoría                 | Candidato          | Resultado |
| ---- | ------------------ | ------------------------- | ------------------ | --------- |
| 2001 | Teen Choice Awards | Mejor película del verano | Kiss of the Dragon | Nominado  |
| 2001 | Teen Choice Awards | Pelea más destructiva     | Jet Li             | Nominado  |

## Banda sonora
La banda sonora fue lanzada el 3 de julio de 2001 por Virgin Records y consistió principalmente en una mezcla de hip hop y música electrónica.
1. "Mystikal Fever" – 3:49 (Mystikal)
2. "Lapdance" – 3:33 (N.E.R.D)
3. "Aerodynamic" – 3:35 (Daft Punk and Slum Village)
4. "Fuck That" – 3:17 (Bathgate)
5. "What You Got?" – 4:19 (Chino XL)
6. "Sing" – 4:41 (Mouse)
7. "Cheatin'" – 3:46 (Liberty City)
8. "Don't Blame It on I" – 4:05 (The Congos)
9. "Ghir Dini" – 3:59 (Assia)
10. "As If You Said Nothing" – 4:38 (Craig Armstrong)
11. "Adore You" – 4:21 (Lisa Barbuscia)